# FS.E321
Електровоз FS.E321 — тривісний електровоз постійного струму на основі механічної частини і екіпажу паровоза Gruppo 835. Випускається з 1960 року в Італії, у світі налічується 40 екземплярів. Їздить по коліям шириною 1435 мм, призначений для маневрових робіт. Конструкційна швидкість - 50 км/год.